# Lundabron

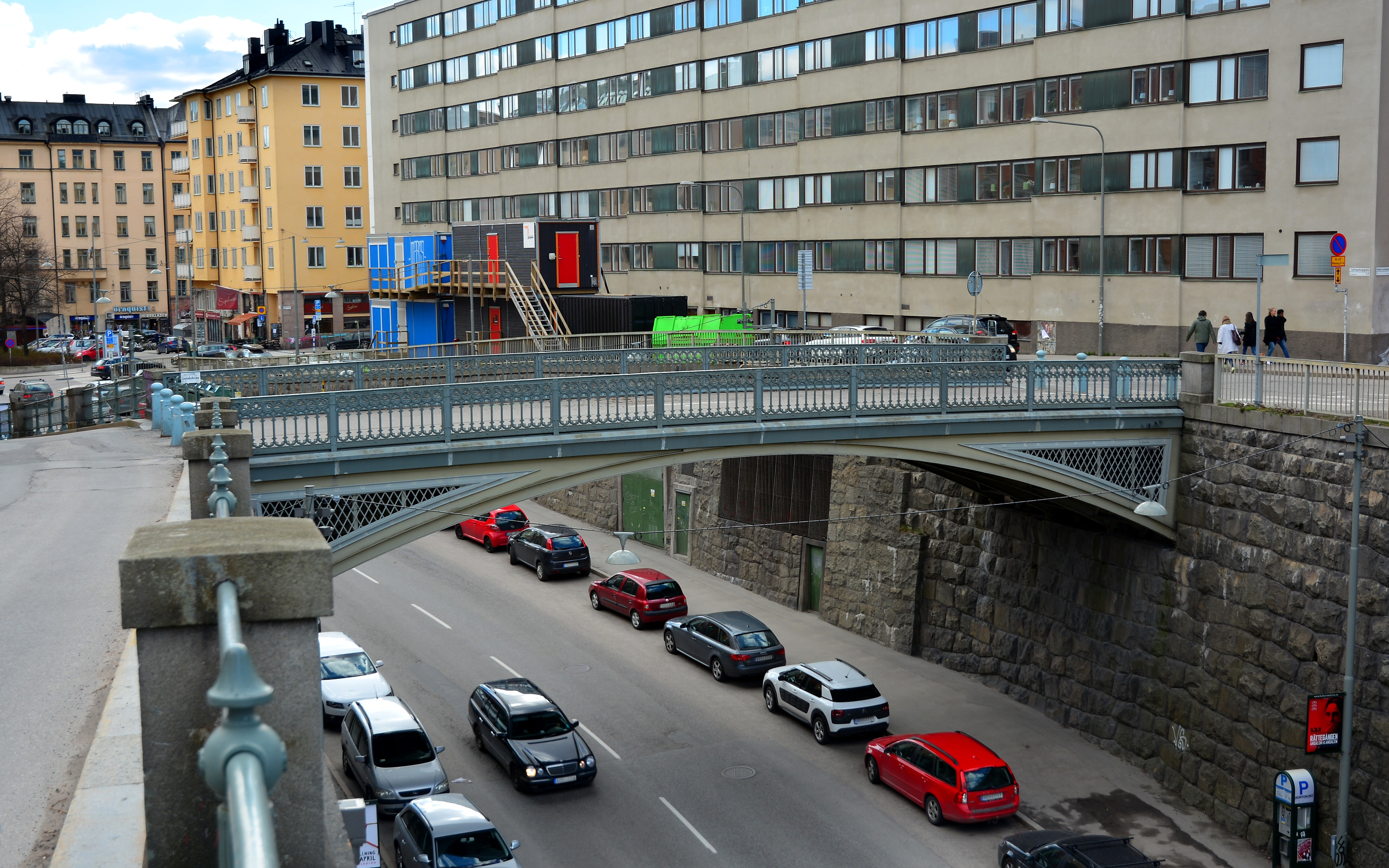
Lundabron i april 2015.

Lundabron är en gångbro på Södermalm i Stockholm som leder från Gamla Lundagatan över Torkel Knutssonsgatan. Bron är avstängd för fordonstrafik.

## Historik

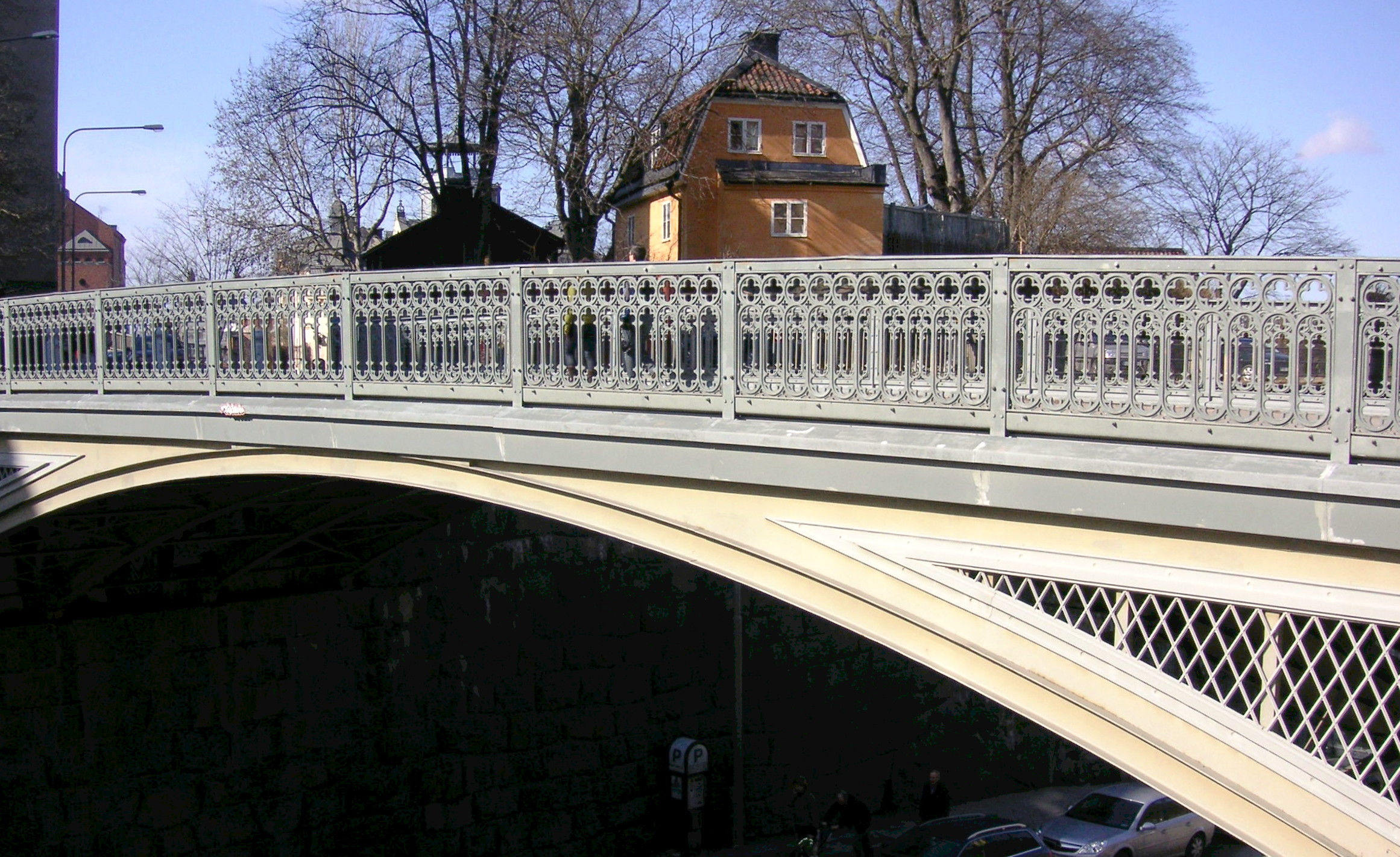
Brons gjutjärnsräcke.

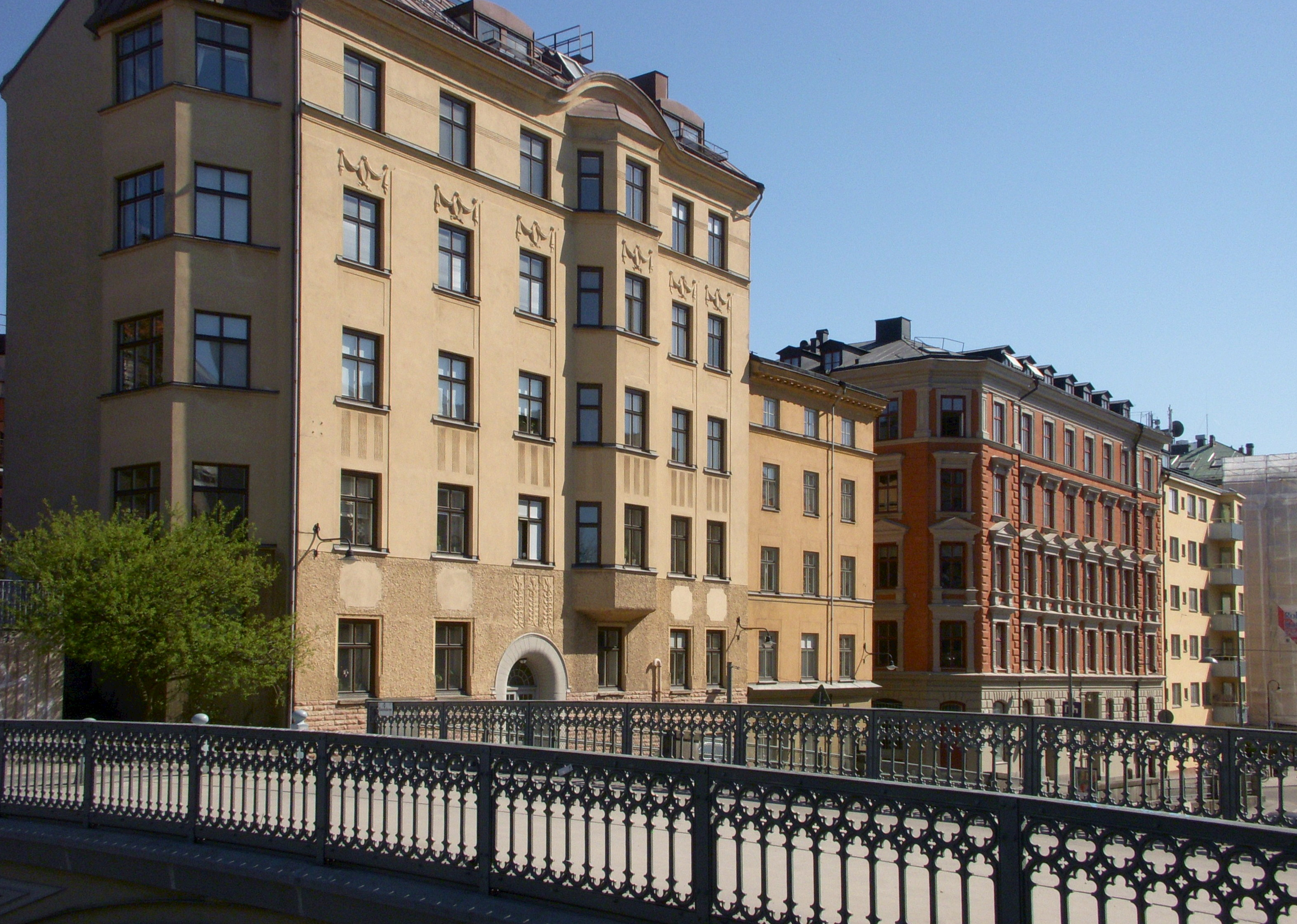
Lundabron med Huset vid Lundabron (Bastugatan 55)

Lundabron är en bågbro av stål med ett vackert genombrutet gjutjärns-räcke. Bron byggdes 1889 över Torkel Knutssonsgatan från Bastugatan (numera Gamla Lundagatan) västerut till Ludvigsbergsgatan och fick sitt namn 1948 efter Lundagatan, som i sin tur fick sitt namn 1885 efter staden Lund. 

## Bron i litteraturen
Huset vid Lundabron är en roman av Astrid Johnson som utkom 1995. Astrid Johnson växte upp på Södermalm på 1930- och 1940-talen och beskriver i Huset vid Lundabron både de glada stunderna och de sorgliga. Familjen var fattig och var tvungen att ta emot välgörenhet i form av nödsoppa och begagnade kläder. Själva "huset vid Lundabron" har numera adressen Bastugatan 55. Byggnaden uppfördes 1905–1906 efter ritningar av arkitekt Otilius Österberg.